# Senabing
Senabing is een bestuurslaag in het regentschap Lahat van de provincie Zuid-Sumatra, Indonesië. Senabing telt 730 inwoners (volkstelling 2010).